# Verolanuova
Verolanuova es una localidad y comune italiana de la provincia de Brescia, región de Lombardía, con 8.007 habitantes.

## Evolución demográfica
| Gráfica de evolución demográfica de Verolanuova entre 1861 y 2001 |
|                                                                   |
| Fuente ISTAT - elaboración gráfica de Wikipedia                   |